# Kazanka (rivière)
Pour les articles homonymes, voir Kazanka.
La Kazanka (en russe : Казанка) ou Kazansu (en tatar : Казансу) est une rivière du Tatarstan, en Russie, et un affluent gauche de la Volga.

## Géographie
Elle prend sa source près du village de Bimeri, dans le raïon d'Arsk, et se jette dans le réservoir de Kouïbychev, après une course de 142 km.

## Toponymie
La ville de Kazan, capitale du Tatarstan est au confluent de la Kazanka et de la Volga.